# برهم‌کنش فرمی

واپاشی در یک هسته اتمی (پادنوترینوی همراه آن از این تصویر حذف شده‌است). قسمت پایین راست شکل واپاشی بتای یک نوترون آزاد را نمایش مي‌دهد. در هردو فرایند انتشار فوری یک بوزون ، نمایش داده نشده‌است

در فیزیک ذرات، برهم‌کنش فرمی که با نام نظریه واپاشی بتای فرمی نیز نامیده می‌شود، توضیحی برای واپاشی بتا است که توسط انریکو فرمی در سال ۱۹۳۳ پیشنهاد شد.
این نظریه بیان می‌کند که چهار فرمیون مستقیماً با یکدیگر در یک راس برهم‌کنش دارند. مثلاً این برهم‌کنش واپاشی بتای یک نوترون را با جفت‌سازی مستقیم نوترون با :
1. یک الکترون
2. یک پادنوترینو و
3. یک پروتون[۵]

توضیح می‌دهد. فرمی نخستین بار این جفت‌سازی را در توصیف واپاشی بتا در سال ۱۹۳۳ راائه داد.
برهم‌کنش فرمی پیش‌زمینه نظریه برهم‌کنش ضعیف است که برهم‌کنش میان پروتون-نوترون و الکترون-پادنوترینو به واسطه یک بوزون مجازی W−
 انجام می‌شود.